# Conus stercusmuscarum
Conus stercusmuscarum е вид охлюв от семейство Conidae. Видът не е застрашен от изчезване.

## Разпространение и местообитание
Разпространен е в Бруней, Виетнам, Индонезия, Китай (Гуандун, Джъдзян и Фудзиен), Малайзия (Сабах и Саравак), Маршалови острови, Папуа Нова Гвинея, Провинции в КНР, Соломонови острови, Тайван, Фиджи, Филипини и Япония.
Обитава пясъчните дъна на морета.